# App-Store-Optimierung
App-Store-Optimierung (ASO) bezeichnet den Prozess der Verbesserung der Auffindbarkeit einer Mobile App (wie z. B. iOS- oder Android-Apps) in einem App Store (wie dem App Store für iOS oder Google Play für Android). 
Ähnlich wie bei der Suchmaschinenoptimierung (SEO), deren Ziel darin besteht, das Ranking von Websites in Suchmaschinenergebnissen zu verbessern, nutzen Publisher App-Store-Optimierung, um ihre Apps höher in den Suchergebnissen in den jeweiligen Stores zu platzieren. Höhere Rankings in den App Stores sind mit höheren Downloadzahlen der App verbunden.

## Ziele
Publisher verwenden ASO, um folgende Ziele zu erreichen:
- Verbesserung der Auffindbarkeit einer App in den App Stores und damit verbundene höhere Anzahl an Downloads
- Höheres Ranking im Vergleich zum Wettbewerb
- Bessere Platzierung sowohl innerhalb einer Kategorie als auch für bestimmte Suchbegriffe[3]
- Verbesserung der visuellen Präsentation der App (anhand von Metadaten wie z. B. dem App-Icon, Screenshots und Videos, Beschreibungstexten)

## Methoden
Die exakten Faktoren für das Ranking innerhalb der App Stores sind nicht bekannt.

### „On-Site“-Faktoren
Diese Faktoren (vergleichbar mit der „On-Page“-Optimierung in der Suchmaschinenoptimierung) können von App-Publishern direkt beeinflusst werden.
- Suchbegriffe (Keywords)
- Name der App
- Beschreibung
- App-Icon
- Screenshots

### „Off-Site“-Faktoren
Diese Faktoren (vergleichbar mit der „Off-Page“-Optimierung in der Suchmaschinenoptimierung) sind dagegen schwer zu beeinflussen.
- Anzahl der Downloads
- Download-Trend
- Durchschnittliche Nutzerbewertung
- Zeitfaktor

## Bedeutung
Die Bedeutung von App-Store-Optimierung ist in den letzten Jahren stark gestiegen. Aufgrund einer großen Anzahl an Mobile Apps in den beiden führenden App Stores wird es für App-Publisher immer schwieriger, sich von der Konkurrenz abzuheben. Somit spielt ASO neben weiteren Online-Marketinginstrumenten eine wichtige Rolle in der App-Marketingstrategie.